# Liste des maires de Dunkerque
Cet article présente la liste des maires de Dunkerque en Flandre française puis dans le département du Nord, de la fin dans l'Ancien Régime à nos jours.

## Ancien Régime
| Période | Période | Identité             | Étiquette | Qualité     |
| ------- | ------- | -------------------- | --------- | ----------- |
| 1757    | 1762    | Louis-Jean Vernimmen |           | Bourgmestre |
| 1779    | 1786    | Louis-Jean Vernimmen |           | Bourgmestre |
| 1786    | 1790    | Charles Thiery       |           | Bourgmestre |

## De la Révolution française à la fin du Consulat
| Période        | Période        | Identité                          | Étiquette    | Qualité |
| -------------- | -------------- | --------------------------------- | ------------ | --- |
| janvier 1790   | novembre 1792  | Charles Thiéry De Bonte           |              | |
| novembre 1792  | décembre 1793  | Jean-Marie Joseph Emmery          | Majorité     | Député du Nord de 1791 à 1792 puis de 1805 à 1815, Conseiller général du Nord de 1800 à 1802.                                           |
| décembre 1793  | décembre 1793  | Laurent Josselin                  |              | |
| décembre 1793  | mai 1795       | Henri Coppin                      |              | |
| mai 1795       | novembre 1795  | Jean-Edme Vanhee                  |              | |
| novembre 1795  | mars 1797      | Louis Marie Debaecque             |              | Député du Nord de 1797 à 1799, Conseiller général du Nord de 1802 à 1804.                                                               |
| mars 1797      | mai 1797       | Gaspard Boubert                   |              | |
| mai 1797       | septembre 1797 | Joseph-Marie Mazuel               |              | |
| septembre 1797 | mars 1798      | Jean, Louis, Bonaventure de Kenny |              | |
| mars 1798      | avril 1799     | Philippe Dequeux De Saint-Hilaire | Centre       | Député du Nord de 1811 à 1815 puis de 1818 à 1823, Sous-préfet d'Hazebrouck de 1802 à 1811 puis de 1819 à 1823 et enfin de 1830 à 1844. |
| avril 1799     | novembre 1799  | Louis-Benoit Hovelt               |              | |
| novembre 1799  | mai 1800       | Pierre-Louis Faulconnier          |              | |
| mai 1800       | juin 1802      | Philippe Dequeux De Saint-Hilaire | Centre       | Député du Nord de 1811 à 1815 puis de 1818 à 1823, Sous-préfet d'Hazebrouck de 1802 à 1811 puis de 1819 à 1823 et enfin de 1830 à 1844. |
| juin 1802      | décembre 1805  | Jean-Marie Joseph Emmery          | Bonapartiste | Député du Nord de 1791 à 1792 puis de 1805 à 1815, Conseiller général du Nord de 1800 à 1802.                                           |

## Du Premier Empire à la fin de la monarchie de Juillet
| Période       | Période | Identité                          | Étiquette              | Qualité |
| ------------- | ------- | --------------------------------- | ---------------------- | --- |
| décembre 1805 | 1815    | Jean, Louis, Bonaventure de Kenny |                        | Député du Nord du 13 mai au 13 juillet 1815. |
| 1815          | 1826    | Pierre-Louis Degravier            |                        | |
| 1826          | 1827    | Jean Coffyn-Spyns                 | Majorité ministérielle | Député du 1er arrondissement électoral du Nord (Dunkerque) de 1822 à 1823 et de 1824 à 1827, Sous-préfet de Dunkerque de 1826 à 1830. |
| 1827          | 1830    | Balthazar-Melchior Gaspard        |                        | Sous-préfet de Dunkerque le 24 mai 1830. |
| 1830          | 1831    | Guillaume-François Olivier        |                        | |
| 1831          | 1832    | Zozine-Narcisse Choquet           |                        | |
| 1832          | 1837    | Paul André Louis Lemaire          | Majorité conservatrice | Député du Grand Collège de Dunkerque de 1830 à 1831, Député du 7e collège du Nord (Bergues) 1831 à 1832, Conseiller général du Nord de 1831 à 1833, Conseiller général pour le Canton de Dunkerque-Est et pour le Canton de Dunkerque-Ouest de 1839 à 1841. |
| 1837          | 1838    | Louis Marie Joseph Thévenet       |                        | Chevalier de l'Empire, Général de brigade, Maire de Coudekerque-Branche de 1826 à 1827, Conseiller municipal de Dunkerque de 1830 à 1846, 1er Adjoint au maire de Dunkerque de 1827 à 1830.                                                                 |
| 1838          | 1838    | Paul André Louis Lemaire          | Majorité conservatrice | Député du Grand Collège de Dunkerque de 1830 à 1831, Député du 7e collège du Nord (Bergues) 1831 à 1832, Conseiller général du Nord de 1831 à 1833, Conseiller général pour le Canton de Dunkerque-Est et pour le Canton de Dunkerque-Ouest de 1839 à 1841. |
| 1838          | 1843    | Augustin Gourdin                  |                        | Conseiller général pour le Canton de Dunkerque-Est et pour le Canton de Dunkerque-Ouest de 1841 à 1843, Sous-préfet d'Hazebrouck de 1843 à 1846 et 1848 à 1851, Sous-préfet de Saint-Pol-sur-Ternoise de 1846 à 1848.                                       |
| 1843          | 1845    | François-Benjamin Delattre        |                        | Avocat, Conseiller général du Canton de Dunkerque-Ouest de 1849 à 1857, Conseiller municipal de Pitgam de 1831 à 1835, Adjoint au maire de Dunkerque de 1837 à 1843.                                                                                        |
| 1845          | 1845    | Laurent Lemaire                   |                        | Avocat, Conseiller général pour le Canton de Dunkerque-Est et pour le Canton de Dunkerque-Ouest de 1843 à 1848. |
| 1845          | 1845    | Pierre Meneboo                    |                        | |
| 1845          | 1845    | Jean-Claude Mollet                |                        | |
| 1845          | 1846    | François-Benjamin Delattre        |                        | Avocat, Conseiller général du Canton de Dunkerque-Ouest de 1849 à 1857, Conseiller municipal de Pitgam de 1831 à 1835, Adjoint au maire de Dunkerque de 1837 à 1843.                                                                                        |

## De la Deuxième République à la fin de l'entre-deux-guerres
| Période         | Période           | Identité            | Étiquette         | Qualité |
| --------------- | ----------------- | ------------------- | ----------------- | --- |
| 1846            | 1865              | Jean-Charles Mollet |                   | |
| 1865            | 8 novembre 1870   | Jules Delelis       | Union des droites | Député du Nord de 1885 à 1886. |
| 8 novembre 1870 | 26 mars 1871      | Ezechiel Lebleu     | Centre droit      | Militaire, Député du Pas de Calais de 1848 à 1849. |
| 26 mars 1871    | 13 janvier 1878   | Frédéric d'Arras    | Conservateur      | Député de la 1re Circonscription de Dunkerque du 14 octobre 1877 au 07 juillet 1878. |
| 13 janvier 1878 | 4 mai 1884        | Ezechiel Lebleu     | Centre droit      | Militaire, Député du Pas de Calais de 1848 à 1849. |
| 4 mai 1884      | 1894              | Gustave Lemaire     | Droite            | Avocat, Conseiller général du Canton de Dunkerque-Est de 1871 à 1893. |
| 1894            | 3 mai 1908        | Alfred Dumont       | Action libérale   | Député de la 1re Circonscription de Dunkerque de 1910 à 1914, Conseiller général du Canton de Dunkerque-Est de 1907 à 1913.                                                                                   |
| 3 mai 1908      | 10 mai 1925       | Henri Terquem       | Radical           | Avocat. |
| 10 mai 1925     | 20 septembre 1939 | Charles Valentin    | SFIO              | Député de la 1re circonscription de Dunkerque du 03 mai 1936 au 21 septembre 1939, Conseiller Général du Canton de Gravelines de 1913 à 1919, Conseiller Général du Canton de Dunkerque-Ouest de 1935 à 1939. |

## De la Seconde Guerre mondiale à aujourd'hui
| Période         | Période                              | Identité           | Étiquette                     | Qualité |
| --------------- | ------------------------------------ | ------------------ | ----------------------------- | --- |
| novembre 1939   | janvier 1942                         | Auguste Waeteraere | SFIO                          | |
| janvier 1942    | mai 1945                             | Paul-André Verley  |                               | Nommé Vice-président du Conseil départemental du Nord (1943 → 1945), Nommé Conseiller départemental du Nord (1943 → 1945), Conseiller municipal de Dunkerque de 1947 à 1956, 1er Vice-président de la Chambre de commerce en 1956. |
| mai 1945        | avril 1953                           | Gustave Robelet,   | SFIO                          | Mort à la suite d'un accident de voiture en cours de mandat. |
| mai 1953        | septembre 1966                       | Paul Asseman,      | SFIO puis Socialiste autonome | Hôtelier restaurateur Conseiller général de Dunkerque-Ouest (1958 à 1964) Chevalier de la Légion d’honneur |
| septembre 1966  | 19 mars 1989                         | Claude Prouvoyeur, | CNI                           | Intendant au lycée Jean-Bart à Dunkerque Sénateur du Nord (1983 → 1992) Conseiller général de de Dunkerque-Est (1973 → 1979 et 1982 → 1998) Conseiller régional du Nord-Pas de Calais (1974 → 1986) Vice-président de la communauté urbaine de Dunkerque (1968 → 1989) Président du syndicat intercommunal du Littoral-Est (1980 → 1989/>) Député suppléant de la Treizième circonscription du Nord (1998 → 2002) Officier de la Légion d'honneur |
| mars 1989       | avril 2014                           | Michel Delebarre,  | PS                            | Ancien Ministre d'État, Sénateur du Nord (2011 → 2017) Député du Nord (13e circ.) (1986 → 1988, 1997 → 1998 et 2002 → 2011) Président du Conseil régional du Nord-Pas-de-Calais (1998 → 2001), Président (2006 → 2008) puis 1er VP (2008 → 2010) du Comité des Régions de l'Union européenne Président de la communauté urbaine de Dunkerque (1995 → 2014) Président du syndicat intercommunal des Dunes de Flandre (1989 → 2001 et 2008 → 2014). |
| avril 2014      | septembre 2023                       | Patrice Vergriete  | DVG                           | Polytechnicien, Ingénieur en chef des Ponts et Chaussées Directeur général de l’Agur (2000 → 2008) Président de la communauté urbaine de Dunkerque (2014 → ) Président du Pôle métropolitain Côte d’Opale (2014, → ) Président de l'Institut pour la ville durable (2016 → ) Président de l'AFITF (2023 → ) Ministre délégué chargé du logement du gouvernement Élisabeth Borne (2023 → ) Démissionnaire après sa nomination comme ministre       |
| septembre 2023, | En cours (au 29 septembre 2023 2023) | Jean Bodart        |                               | Ancien organisateur des Quatre Jours de Dunkerque |

## Pour approfondir